# Trichomasthus eriococci
Trichomasthus eriococci är en stekelart som först beskrevs av Ishii 1928.  Trichomasthus eriococci ingår i släktet Trichomasthus och familjen sköldlussteklar. Inga underarter finns listade i Catalogue of Life.